# Emmanuel Temmerman
Emmanuel Alexandre Joseph Temmerman (Antwerpen, 11 december 1877 - 8 juli 1951) was een Belgisch advocaat en politicus voor het Katholiek Verbond van België.

## Levensloop
Temmerman promoveerde tot doctor in de rechten en werd advocaat in Antwerpen. 
In 1933 werd hij katholiek senator voor het arrondissement Antwerpen en vervulde dit mandaat tot in 1946.